# مونیکا مارتینس
مونیکا مارتینِس (اسپانیایی: Mona Martínez‎؛ زادهٔ ۱۶ آوریل ۱۹۶۸) بازیگر اهل اسپانیا است.
از فیلم‌ها یا برنامه‌های تلویزیونی که وی در آن نقش داشته‌است، می‌توان به رقص بر آبگینه و عروس کولی اشاره کرد.